# فريدي سبنسر
فريدي سبنسر (بالإنجليزية: Freddie Spencer) هو متسابق دراجات نارية أمريكي فاز ببطولة سباق الجائزة الكبرى للدراجات النارية. نافس في سباقات بطولة العالم لفئة 500 سي سي ولفئة 250 سي سي ولفئة 50 سي سي. كما شارك في بطولة العالم للسوبربايك.

## البطولات
- سباق الجائزة الكبرى للدراجات النارية 1983
- سباق الجائزة الكبرى للدراجات النارية 1985

## روابط خارجية
- فريدي سبنسر على موقع MotoGP.com (الإنجليزية)
- فريدي سبنسر على موقع WorldSBK.com (الإنجليزية)
- فريدي سبنسر على موقع قاعة لويزيانا للمشاهير الرياضية (الإنجليزية)